# Tiao (Tô)
Pour les articles homonymes, voir Tiao.
Ne doit pas être confondu avec Tiao (Kassoum).
Tiao est une commune rurale située dans le département de Tô de la province de Sissili dans la région du Centre-Ouest au Burkina Faso.